# Kieran Long

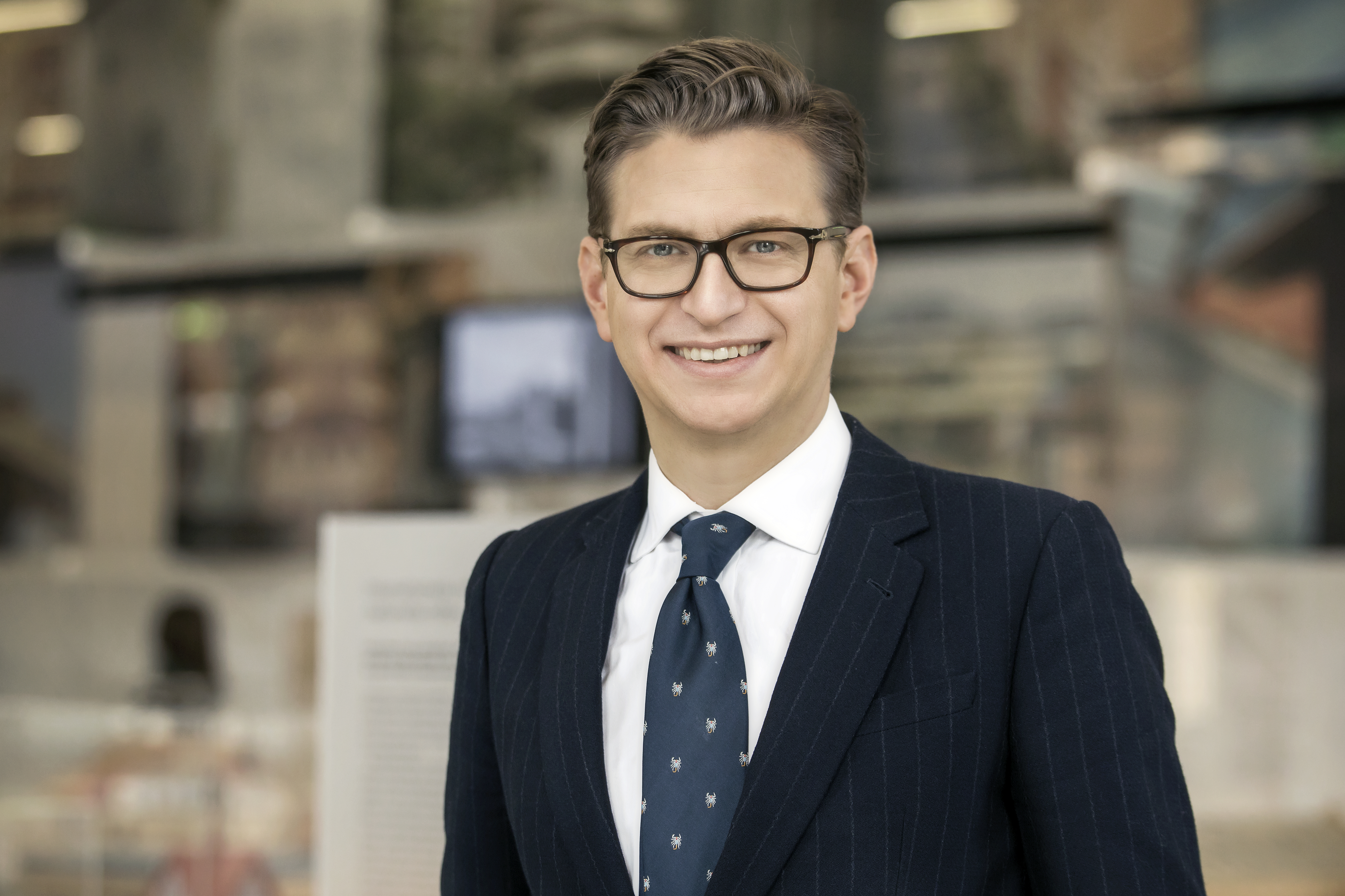
Kieran Long, 2017

Kieran Long ist ein britischer Journalist und Kurator. Sein Fachgebiete sind Architektur und Design. Long war mehrfach Moderator in englischen Fernsehsendungen.

## Leben und Werke
Long erlangte 1998 einen Abschluss in Englischer Literatur an der Universität Cardiff.
Er war in verschiedenen Bereichen des Journalismus tätig. Unter anderem war er von 2003 bis 2006 stellvertretender Herausgeber des Icon-Magazins. Von 2007 bis 2009 war er Chefredakteur des Architects’ Journal und des Architectural Review.
2004 gewann er den Preis IBP Architectural Critic of the Year.
Darüber hinaus war Long von 2010 bis 2014 Architektur-Kritiker für die Zeitschrift London Evening Standard. Für die BBC arbeitete er an den Produktionen Restoring Home (dt. Zuhause restaurieren) und The House That £100k Built (dt. Das Haus, das man mit hunderttausend Pfund bauen kann.)
Long war Direktionsassistent von David Chipperfield bei der 2012 stattfinden Venice Biennale of Architecture (Venedig Biennale für Architektur). Von 2013 bis 2014 war er Senior Kurator bei der Abteilung Design, Architektur und Digitales im Victoria & Albert Museum. Diese Abteilung betreute er von 2014 bis April 2017 weiter.
Seit dem 18. April 2017 ist Long Direktor des ArkDes, dem Schwedischen Zentrum für Architektur und Design in Stockholm.
Medienberichten zur Folge wurde Long international für seinen Führungsstil kritisiert.
Eine der wichtigsten Arbeiten von Kieran Log ist sein Beitrag als Direktor der ArkDes. Dort stellte er das Buch Sigurd Lewerentz Architect of Death and Life über den Architekten Sigurd Lewerentz aus. Das Buch behandelt die ArkDes-Sammlung und die Ergebnisse der langjährigen Forschung der Hauptautoren Johan Örn und Mikael Andersson.
Er ist mit der schwedischen Designerin Sofia Lagerkvist verheiratet.

## Arbeiten
- New London Interiors. Merrell, London 2004, ISBN 1-85894-237-3 (englisch).
- Hatch: The New Architectural Generation. Laurence King, London 2008, ISBN 978-1-85669-562-6 (englisch).